# Robert Edward Hart
Pour les articles homonymes, voir Hart.
Robert Edward Hart est un poète mauricien né le 17 août 1891 à Port-Louis et mort le 6 novembre 1954 à Souillac.

## Biographie
Il s'inspira des cultures et civilisations non seulement de son île natale, mais aussi de celles de Madagascar, des Indes, d'Afrique et d'Europe, proposant des textes empreints d'une grande ouverture sur les altérités. Il exerçait comme bibliothécaire du Mauritius Institute de Port-Louis. Il repose au cimetière marin de Souillac, où il avait une maison, La Nef, aujourd'hui musée consacré au poète.
Il est considéré comme "le prince des poètes-écrivains mauriciens".
L’Académie française lui décerne le prix de la langue française en 1934, 1939 et 1949.

## Principales publications
- Les Voix intimes, Paris, 1920 et 1922, Jouve & Cie [Poésie].
- L'ombre étoilée, Port-Louis, 1924, The General Printing and Stationery Cy. Ltd [Poésie].
- Mer indienne, Port-Louis, 1925, The General Printing and Stationery Cy. Ltd [Poésie].
- Poèmes, Port-Louis, 1927, The Standard Printing Establishment [Poésie].
- Mémorial de Pierre Flandre, Roman du Tropique, Port Louis, 1928, La Typographie moderne [Roman].
- Insula beata, Port Louis, 1929, La Typographie moderne [Poésie].
- Poèmes choisis, Port Louis, 1930, La Typographie moderne [Poésie].
- Guirlandes pour l'automne, Port-Louis, 1933, The General Printing and Stationery Cy. Ltd [Poésie].
- Poëte, Port-Louis, 1933, The General Printing and Stationery Cy. Ltd [Essai].
- Le Cycle de Pierre Flandre : Respiration de la vie, Port Louis, 1932, La Typographie moderne [Récit].
- Le Cycle de Pierre Flandre : La Joie du Monde I et II, 2 vol., Port Louis, 1934, La Typographie moderne [Roman].
- Bhagavad-Ghita, Port-Louis, 1936, The Standard Printing Establishment. Traduction fragmentaire du texte sanscrit.
- Poèmes Solaires, Port-Louis, 1937, The Standard Printing Establishment, publié pour son jubilé d'argent littéraire [Poésie].
- Plénitudes, Port-Louis, 1948, La Nouvelle Imprimerie Coopérative, édition réservée aux souscripteurs [Poésie].
- Sur l'Art d'écrire, Robert-Edward Hart, Port-Louis, 1997, Collection Les grands oubliés, de Vine Ramnauth [Articles].
- Pérennité, Port-Louis, 2002, Les Arts Editions, anthologie inédite de R.-E. Hart, par Stefan Hart de Keating [Poésie].
- Essentiel, textes de Robert-Edward Hart compilés par Stefan Hart de Keating, L'Harmattan, 2024,  (ISBN 978-2-336-48097-8).